# Acartophthalmus coxata
Acartophthalmus coxata är en tvåvingeart som beskrevs av Zetterstedt 1848. Acartophthalmus coxata ingår i släktet Acartophthalmus och familjen lövbuskflugor.
Artens utbredningsområde är Sverige. Inga underarter finns listade i Catalogue of Life.